# Club Voleibol Esplugues
El Club Voleibol Esplugues és un club de voleibol femení amb seu a Esplugues de Llobregat (Barcelona). Va ser fundat el 1989 i la temporada 2023-24 el seu primer equip juga a la Superliga 2 femenina, categoria a la que ascendí l'any 2017.

## Palmarès
- 2021
  - 3a posició Superlliga 2